# Randy Bush
Randy Bush est un informaticien américain et un pionnier d'Internet.

## Biographie
Bush travaille dans l'industrie informatique depuis les années 1960. Il a commencé dans le développement de compilateurs ; ll cofonde en 1977 Northwest Microcomputer Systems, qui commercialise un ordinateur Pascal en 1978. Au cours des décennies suivantes, il travaille dans le secteur Internet,,.   
En 1992, Randy Bush et John Klensin fondent le Network Startup Resource Center qui aide des dizaines de pays, notamment ceux d' Afrique et d'Amérique latine, à se connecter à Internet,,.   
Randy Bush est chercheur associé à Internet Initiative Japan, le premier fournisseur de services Internet commerciaux au Japon .    
À la fin des années 1990, Bush est ingénieur fondateur du fournisseur d'hébergement Internet américain Verio, qui a ensuite été acheté par la société de télécommunications japonaise NTT,,.   
Pendanr dix ans, Randy Bush préside le groupe de travail DNS de l' IETF , il a siégé à l' IESG en tant que coprésident du département Opérations et Gestion de l'IETF. Bush a été le premier président du comité directeur du North American Network Operators Group, a cofondé l'African Network Operators Group, a siégé au conseil d'administration fondateur de l'American Registry for Internet Numbers, a contribué à la création de l'AfriNIC et a été impliqué dans l'Asia-Pacific Network Information Center, le RIPE notamment depuis leur création. Bush est l'auteur et le coauteur de nombreux RFC et autres textes liés au développement d'Internet,,.   
En 2012, Bush est intronisé au Temple de la renommée d'Internet de l' Internet Society.